# Olympische Sommerspiele 1992/Leichtathletik – 400 m Hürden (Männer)

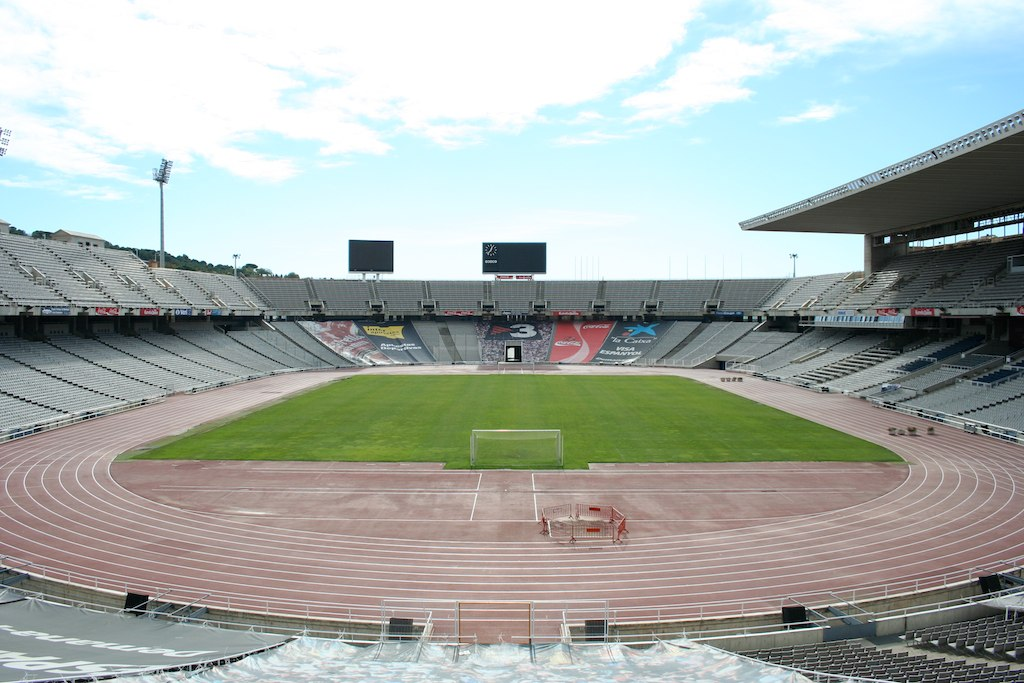
Das Olympiastadion von Barcelona im Jahr 2008

Der 400-Meter-Hürdenlauf der Männer bei den Olympischen Spielen 1992 in Barcelona wurde am 3., 5. und 6. August 1992 in drei Runden im Olympiastadion Barcelona ausgetragen. 54 Athleten nahmen teil.
Olympiasieger wurde der US-Amerikaner Kevin Young. Er gewann in der neuen Weltrekordzeit von 46,78 Sekunden vor dem Jamaikaner Winthrop Graham und Kriss Akabusi aus Großbritannien.
Für Deutschland gingen Olaf Hense und Carsten Köhrbrück an den Start. Beide qualifizierten sich für das Halbfinale. Köhrbrück schied dort aus, Hense trat seinen Halbfinallauf nicht an.

Athleten aus der Schweiz, Österreich und Liechtenstein nahmen nicht teil.

## Aktuelle Titelträger
| Olympiasieger 1988                      | Andre Phillips ( USA)           | 47,19 s | Seoul 1988            |
| Weltmeister 1991                        | Samuel Matete ( Sambia)         | 47,64 s | Tokio 1991            |
| Europameister 1990                      | Kriss Akabusi ( Großbritannien) | 47,92 s | Split 1990            |
| Panamerikanischer Meister 1991          | Eronilde de Araújo ( Brasilien) | 49,96 s | Havanna 1991          |
| Zentralamerika und Karibik-Meister 1991 | Domingo Cordero ( Puerto Rico)  | 49,12 s | Xalapa 1991           |
| Südamerika-Meister 1991                 | Eronilde de Araújo ( Brasilien) | 49,65 s | Manaus 1991           |
| Asienmeister 1991                       | Yoshihiko Saitō ( Japan)        | 50,46 s | Kuala Lumpur 1991     |
| Afrikameister 1992                      | Dries Vorster ( Südafrika)      | 49,66 s | Belle Vue Maurel 1992 |
| Ozeanienmeister 1990                    | Johnathan Schmidt ( Neuseeland) | 52,83 s | Suva 1990             |

## Rekorde

### Bestehende Rekorde
| Weltrekord         | 47,02 s | Edwin Moses ( USA)    | Koblenz, Deutschland      | 31. August 1983    |
| Olympischer Rekord | 47,19 s | Andre Phillips ( USA) | Finale OS Seoul, Südkorea | 25. September 1988 |

### Rekordverbesserung
Der US-amerikanische Olympiasieger Kevin Young verbesserte den bestehenden olympischen Rekord im Finale am 6. August um 41 Hundertstelsekunden auf 46,78 s. Damit unterbot er als erster Läufer die Marke von 47 Sekunden und steigerte gleichzeitig auch den Weltrekord um 24 Hundertstelsekunden.

## Vorrunde
Datum: 3. August 1992, 12:15 Uhr
Die Teilnehmer traten zu insgesamt sieben Vorläufen an. Für das Halbfinale qualifizierten sich pro Lauf die ersten zwei Athleten. Darüber hinaus kamen die zwei Zeitschnellsten, die sogenannten Lucky Loser, weiter. Die direkt qualifizierten Läufer sind hellblau, die Lucky Loser hellgrün unterlegt.

### Vorlauf 1
| Platz | Name                    | Nation                       | Zeit    |
| ----- | ----------------------- | ---------------------------- | ------- |
| 1     | Kevin Young             | USA                          | 48,76 s |
| 2     | Stéphane Caristan       | Frankreich                   | 49,16 s |
| 3     | Gideon Yego             | Kenia                        | 49,23 s |
| 4     | Athanassios Kalogiannis | Griechenland                 | 49,52 s |
| 5     | Aleksey Bazarov         | Israel                       | 50,33 s |
| 6     | Jacques-Henri Brunet    | Zentralafrikanische Republik | 52,59 s |
| 7     | Abdullah Sabt Ghulam    | Vereinigte Arabische Emirate | 56,20 s |

### Vorlauf 2
| Platz | Name              | Nation          | Zeit    |
| ----- | ----------------- | --------------- | ------- |
| 1     | Samuel Matete     | Sambia          | 49,89 s |
| 2     | Olaf Hense        | Deutschland     | 49,97 s |
| 3     | Domingo Cordero   | Puerto Rico     | 50,19 s |
| 4     | Kazuhiko Yamazaki | Japan           | 50,30 s |
| 5     | Vadim Zadoinov    | EUN             | 51,21 s |
| 6     | Baobo Neuendorf   | Papua-Neuguinea | 53,30 s |
| 7     | Amadou Sy Savané  | Guinea          | 54,26 s |

### Vorlauf 3
| Platz | Name                 | Nation     | Zeit    |
| ----- | -------------------- | ---------- | ------- |
| 1     | Erick Keter          | Kenia      | 48,28 s |
| 2     | Stéphane Diagana     | Frankreich | 48,41 s |
| 3     | Oleh Twerdochleb     | EUN        | 48,68 s |
| 4     | Mark Jackson         | Kanada     | 49,18 s |
| 5     | Pedro Rodrigues      | Portugal   | 49,46 s |
| 6     | Ghulam Abbas         | Pakistan   | 50,57 s |
| 7     | Autiko Daunakamakama | Fidschi    | 53,90 s |

### Vorlauf 4
| Platz | Name              | Nation      | Zeit    |
| ----- | ----------------- | ----------- | ------- |
| 1     | McClinton Neal    | USA         | 49,13 s |
| 2     | Carsten Köhrbrück | Deutschland | 49,37 s |
| 3     | Amadou Dia Ba     | Senegal     | 49,47 s |
| 4     | Dries Vorster     | Südafrika   | 49,75 s |
| DNF   | Pedro Chiamulera  | Brasilien   |         |
| DNS   | Zid Abu Hamed     | Syrien      |         |
| DNS   | Fadhel Khayati    | Tunesien    |         |

### Vorlauf 5
| Platz | Name                    | Nation           | Zeit    |
| ----- | ----------------------- | ---------------- | ------- |
| 1     | Sven Nylander           | Schweden         | 49,49 s |
| 2     | David Patrick           | USA              | 49,56 s |
| 3     | Jozef Kucej             | Tschechoslowakei | 50,28 s |
| 4     | Hubert Rakotombelontsoa | Madagaskar       | 51,54 s |
| 5     | Paeaki Kokohu           | Tonga            | 56,99 s |
| DNF   | Max Robertson           | Großbritannien   |         |
| DSQ   | Mark Thompson           | Jamaika          |         |

### Vorlauf 6
| Platz | Name                | Nation         | Zeit    |
| ----- | ------------------- | -------------- | ------- |
| 1     | Kriss Akabusi       | Großbritannien | 48,98 s |
| 2     | Eronilde de Araújo  | Brasilien      | 49,10 s |
| 3     | Fabrizio Mori       | Italien        | 49,16 s |
| 4     | Simon Hollingsworth | Australien     | 49,74 s |
| 5     | Paweł Woźniak       | Polen          | 50,30 s |
| 6     | Chanond Kenchan     | Thailand       | 50,60 s |
| 7     | Richard Bentley     | Guam           | 57,04 s |

### Vorlauf 7
| Platz | Name              | Nation     | Zeit    |
| ----- | ----------------- | ---------- | ------- |
| 1     | Winthrop Graham   | Jamaika    | 48,51 s |
| 2     | Niklas Wallenlind | Schweden   | 48,71 s |
| 3     | Barnabas Kinyor   | Kenia      | 48,90 s |
| 4     | Yoshihiko Saitō   | Japan      | 49,01 s |
| 5     | Assen Markow      | Bulgarien  | 50,21 s |
| 6     | Giovanny Fanny    | Seychellen | 52,63 s |
| 7     | Alex Foster       | Costa Rica | 52,93 s |

## Halbfinale
Datum: 5. August 1992, 19:15 Uhr
Für das Finale qualifizierten sich pro Lauf die ersten vier Athleten (hellblau unterlegt).

### Lauf 1
| Platz | Name               | Nation         | Zeit    |
| ----- | ------------------ | -------------- | ------- |
| 1     | Kriss Akabusi      | Großbritannien | 48,01 s |
| 2     | Stéphane Diagana   | Frankreich     | 48,28 s |
| 3     | Niklas Wallenlind  | Schweden       | 48,35 s |
| 4     | David Patrick      | USA            | 48,47 s |
| 5     | McClinton Neal     | USA            | 48,71 s |
| 6     | Erick Keter        | Kenia          | 49,01 s |
| 7     | Carsten Köhrbrück  | Deutschland    | 49,41 s |
| 8     | Eronilde de Araújo | Brasilien      | 49,66 s |

### Lauf 2

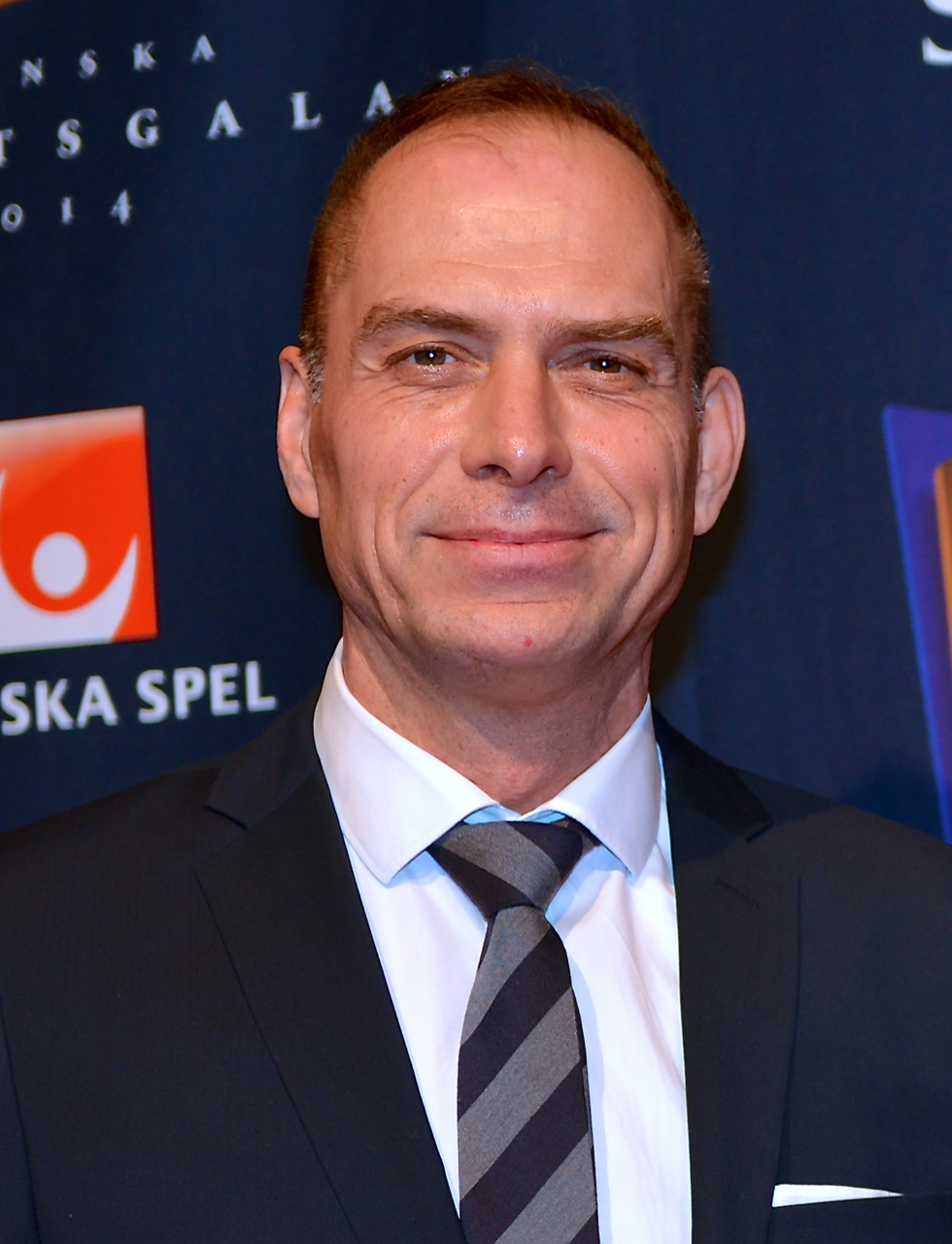
Sven Nylander (Foto: 2012) – ausgeschieden als Sechster des zweiten Halbfinals

| Platz | Name              | Nation      | Zeit    |
| ----- | ----------------- | ----------- | ------- |
| 1     | Winthrop Graham   | Jamaika     | 47,62 s |
| 2     | Kevin Young       | USA         | 47,63 s |
| 3     | Oleh Twerdochleb  | EUN         | 49,11 s |
| 4     | Stéphane Caristan | Frankreich  | 49,50 s |
| 5     | Barnabas Kinyor   | Kenia       | 49,52 s |
| 6     | Sven Nylander     | Schweden    | 49,64 s |
| DSQ   | Samuel Matete     | Sambia      |         |
| DNS   | Olaf Hense        | Deutschland |         |

## Finale

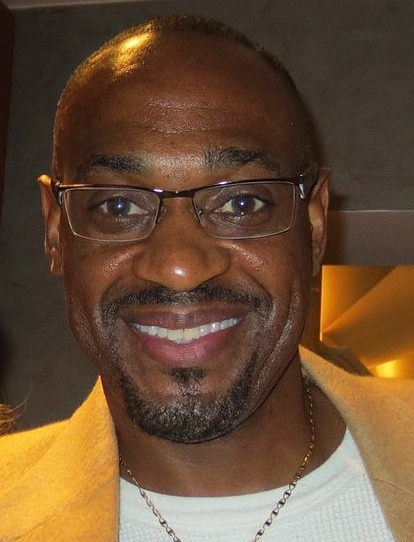
Kevin Young – Olympiasieger mit herausragender Leistung

Datum: 6. August 1992, 19:00 Uhr
| Platz | Name              | Nation         | Zeit    | Anmerkung |
| ----- | ----------------- | -------------- | ------- | --------- |
| 1     | Kevin Young       | USA            | 46,78 s | WR        |
| 2     | Winthrop Graham   | Jamaika        | 47,66 s |           |
| 3     | Kriss Akabusi     | Großbritannien | 47,82 s |           |
| 4     | Stéphane Diagana  | Frankreich     | 48,13 s |           |
| 5     | Niklas Wallenlind | Schweden       | 48,63 s |           |
| 6     | Oleh Twerdochleb  | EUN            | 48,63 s |           |
| 7     | Stéphane Caristan | Frankreich     | 48,86 s |           |
| 8     | David Patrick     | USA            | 49,26 s |           |

Für das Finale am 6. August hatten sich zwei US-Amerikaner und zwei Franzosen qualifiziert. Hinzu kamen je ein Starter aus Jamaika, Schweden, Großbritannien und dem Vereinten Team.
Der eigentliche Favorit, der amtierende Weltmeister Samuel Matete aus Sambia, war im Halbfinale disqualifiziert worden. Favorit war vor allem der US-Läufer Kevin Young, bei den letzten Weltmeisterschaften noch Vierter. Aber er hatte sich deutlich verbessert. Seine Hauptkonkurrenten waren Vizeweltmeister Winthrop Graham aus Jamaika und der britische WM-Dritte Kriss Akabusi.
Young ging das Finale schnell an. Er setzte sich in Führung und baute seinen Vorsprung auf den zweitplatzierten Graham beständig aus. Als es auf die Zielgerade ging, hatte Young bereits einen großen Vorsprung. Auch Graham lag deutlich vor dem Rest des Felds. Um Bronze kämpften zunächst Akabusi und der knapp hinter ihm liegende Franzose Stéphane Diagana. Kevin Young stieß zwar die letzte Hürde um, doch das änderte nichts daran, dass er mit 46,78 s Olympiasieger wurde und als erster Athlet unter 47 Sekunden blieb. Winthrop Graham wurde mit 88 Hundertstelsekunden Rückstand Zweiter und Kriss Akabusi setzte sich deutlich durch im Duell um die Bronzemedaille. Hinter Stéphane Diagana wurde der Schwede Niklas Wallenlind Fünfter vor Oleh Twerdochleb, der für das Vereinte Team startete.
Im zwanzigsten olympischen Finale über 400 Meter Hürden gewann Kevin Young die fünfzehnte Goldmedaille für die USA, die dritte in Folge für diese Nation.
Winthrop Graham errang die erste jamaikanische Medaille in dieser Disziplin.

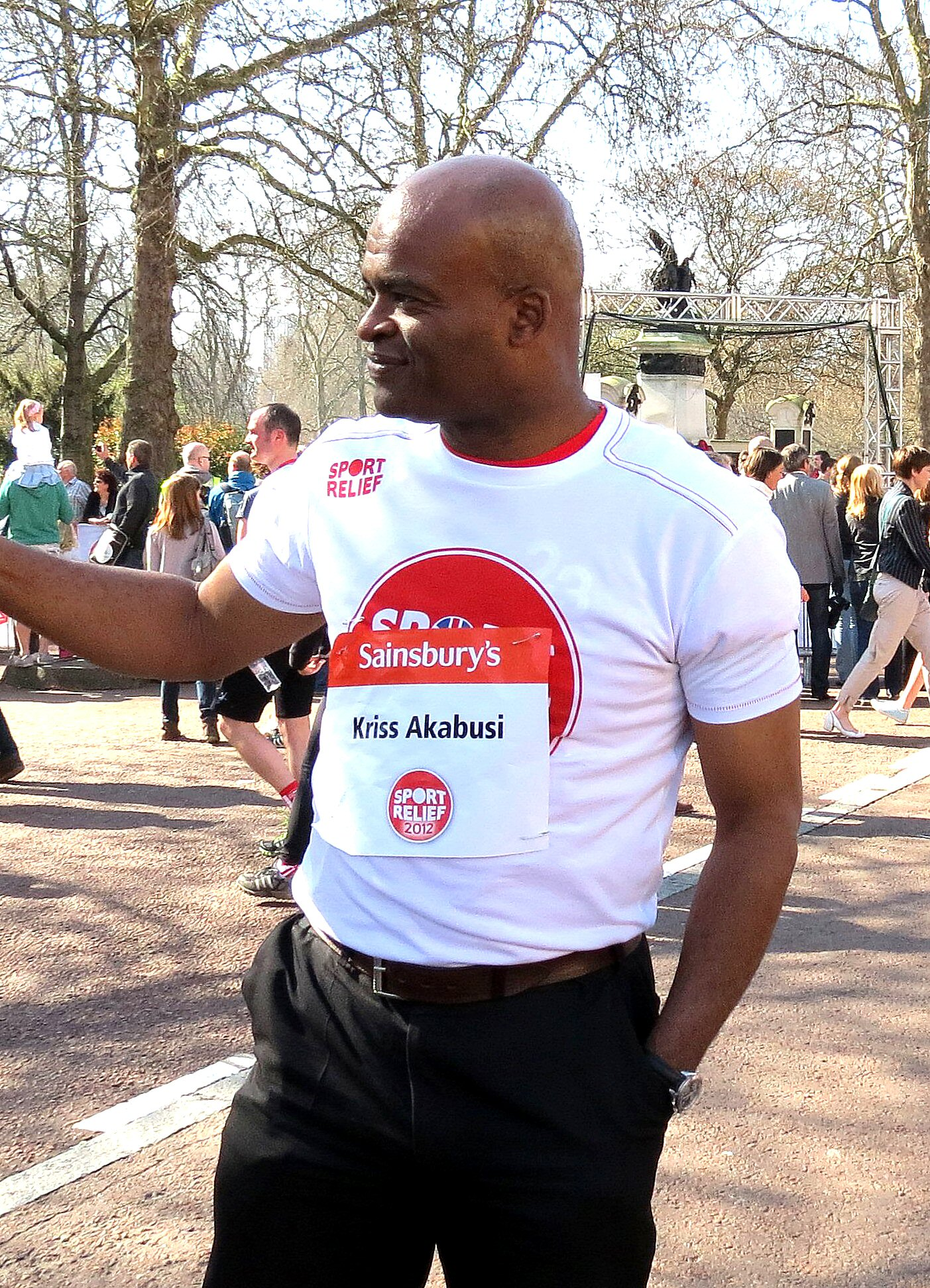
Bronzemedaillengewinner Kriss Akabusi (Foto: 2012)
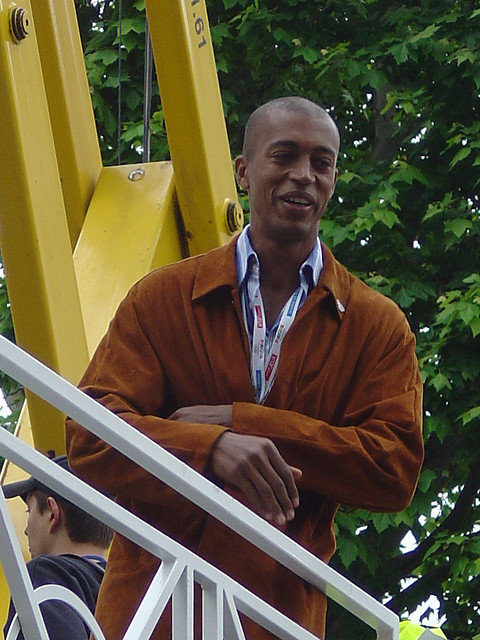
Der viertplatzierte Stéphane Diagana (hier im Jahr 2005)

## Videolinks
- Men's 400m Hurdles Final at the Barcelona 1992 Olympics, youtube.com, abgerufen am 17. Dezember 2021
- Men's 400m Hurdles Final Barcelona Olympics 1992, youtube.com, abgerufen am 8. Februar 2018